# Halisaurus
Halisaurus é um gênero de répteis marinhos pré-históricos que viveram durante o período Cretáceo da Era Mesozóica. Halisaurus apareceu em um episódio da série Walking with Dinosaurs, que mostrou o animal escondendo-se em uma caverna submersa e preparando um ataque surpresa para capturar uma ave aquática. 

## Descrição
O Halisaurus estava no menor limite da escala de tamanho dos Mosassauros. Em vez de serem predadores apex (topo da cadeia alimentar), os Halissaurus seriam predadores de médio alcance que caçavam mais peixes e lulas em águas abertas.